# 1285 Julietta
1285 Julietta è un asteroide della fascia principale del diametro medio di circa 40,83 km. Scoperto nel 1933, presenta un'orbita caratterizzata da un semiasse maggiore pari a 2,9930079 UA e da un'eccentricità di 0,0520665, inclinata di 5,69409° rispetto all'eclittica.
Il suo nome è dedicato alla madre dello scopritore.